# Frederick Cuthbert Poole

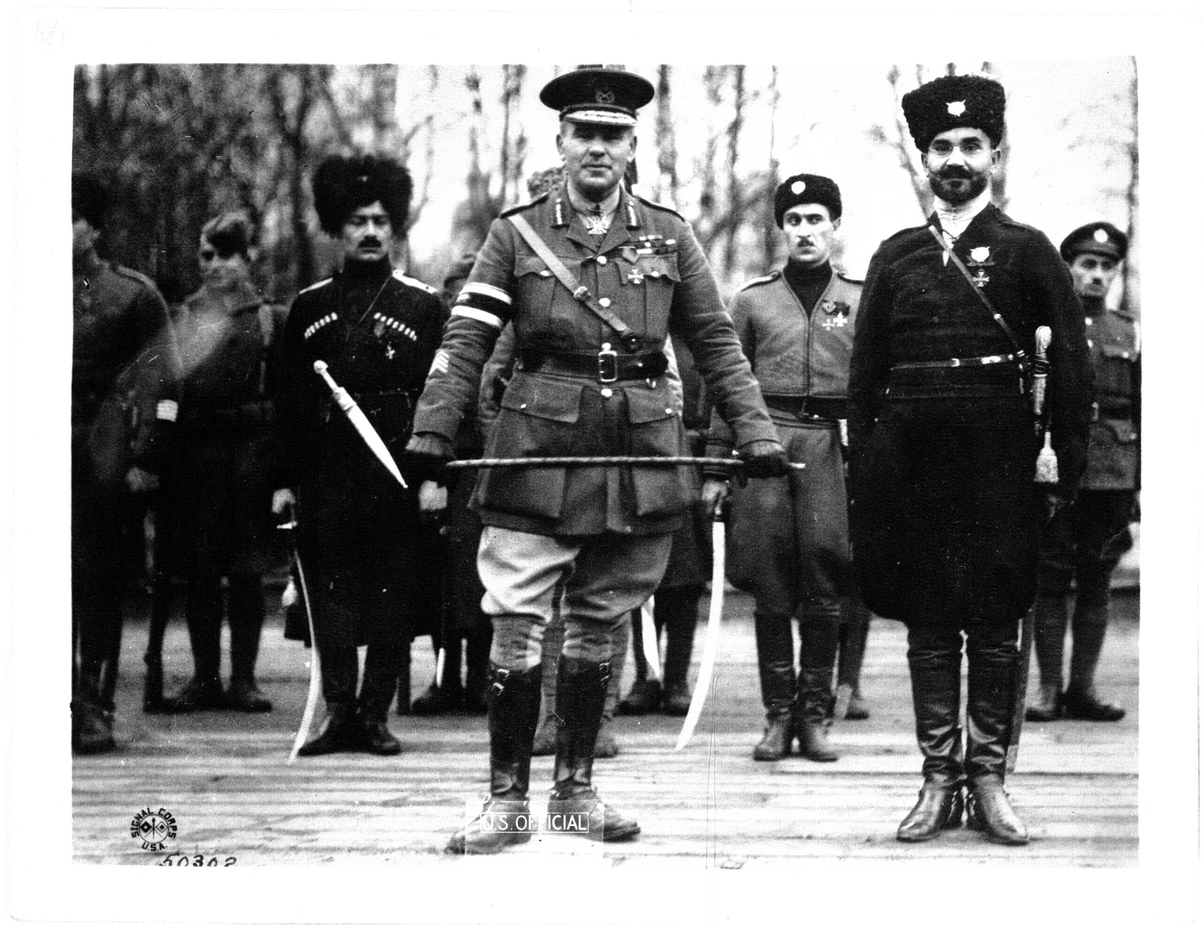
Generalmajor Frederick Cuthbert Poole (Mitte) mit Offizieren der Weißen Armee

Sir Frederick Cuthbert Poole, KBE, CB, CMG, DSO, DL (* 3. August 1869; † 20. Dezember 1936) war ein britischer Offizier, der von 1918 bis 1919 Kommandeur der britischen Expeditionsstreitkräfte in Nordrussland war und zuletzt zum Generalmajor befördert wurde.

## Leben
Poole, einziges Kind von Reverend Robert Henry Poole und dessen Ehefrau Elizabeth Lawrence Pawlett, absolvierte eine Offiziersausbildung an der Royal Military Academy Woolwich und wurde nach deren Abschluss 1889 in die Royal Artillery übernommen. 1892 wurde er zum Leutnant befördert und nahm zwischen 1897 und 1898 an der Nordwestgrenze Britisch-Indiens am Tirah-Feldzug teil. Nach seiner Beförderung zum Hauptmann im Juni 1899 nahm er zwischen 1899 und 1902 am Zweiten Burenkrieg teil und wurde aufgrund seiner dortigen militärischen Verdienste drei Mal im Kriegsbericht erwähnt (Mentioned in dispatches) und 1902 mit dem Distinguished Service Order (DSO) ausgezeichnet. Er war diente zwischen 1903 und 1904 in der Somaliland Field Force sowie im Anschluss im Norden Nigerias. Im Juni 1909 wurde er zum Major befördert und schied 1914 zunächst aus dem aktiven Militärdienst aus.
Nach Beginn des Ersten Weltkrieges wurde Poole 1914 in den aktiven Militärdienst zurückbeordert und nahm an zahlreichen Einsätzen teil. Im Juni 1915 wurde er zum Oberstleutnant befördert und erhielt 1917 den Brevet-Rang als Oberst sowie den vorübergehenden Dienstgrad als Generalmajor. 1917 wurde er zudem Companion des Order of St. Michael and St. George (CMG) sowie 1918 zudem auch Companion des Order of the Bath (CB). Für seine militärischen Verdienste im Ersten Weltkrieg wurde er weitere sieben Mal im Kriegsbericht erwähnt.
Nach Ende des Ersten Weltkrieges war Poole von 1918 bis 1919 war er Kommandeur der britischen Expeditionsstreitkräfte in Nordrussland, die Archangelsk und Umgebung für mehrere Monate besetzt hielten. Im Juni 1919 wurde er zum Oberst befördert und am 3. Juni 1919 zum Knight Commander des Order of the British Empire (KBE) geschlagen, worauf er fortan den Namenszusatz „Sir“ führte. 1920 wurde er Generalmajor und trat kurz darauf in den Ruhestand. Poole, der in Par in Cornwall lebte, war ferner Friedensrichter JP (Justice of the Peace) sowie Deputy Lieutenant (DL). Darüber hinaus wurde ihm das Offizierskreuz der Ehrenlegion verliehen.
Seine am 28. November 1906 geschlossene Ehe mit Alice Maud Appelbe Hanson, Tochter des späteren Mitglieds des House of Commons Charles Hanson, 1. Baronet blieb kinderlos.